# Kodachrome

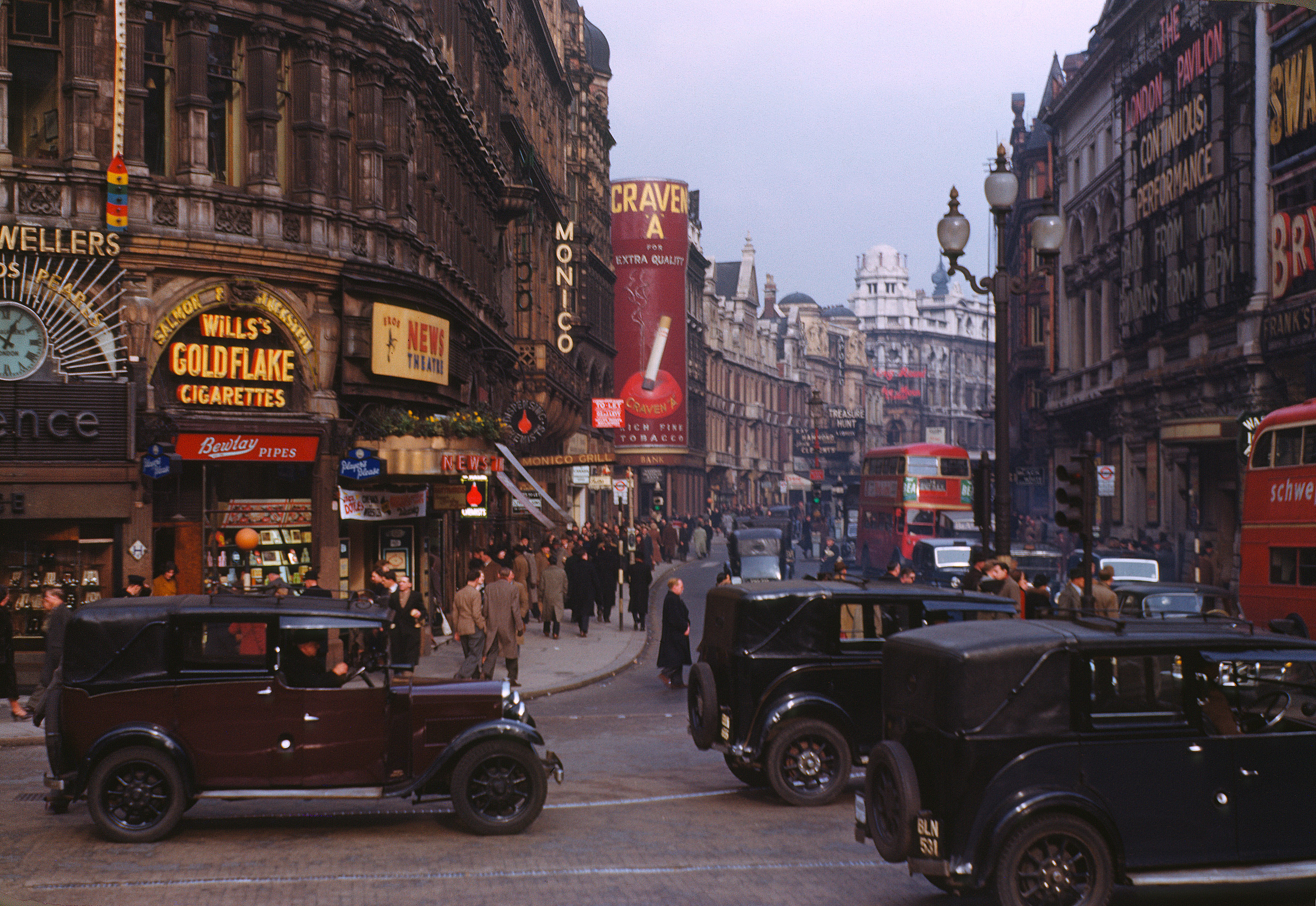
Fotografia de l'Avinguda Shaftesbury i Piccadilly Circus a Londres, presa usant Kodachrome. (c. 1949)

Kodachrome és el nom comercial d'un tipus de pel·lícula per a diapositives en color fabricades per Eastman Kodak entre els anys 1935 i 2009. Kodachrome va ser el primer tipus de pel·lícula comercialitzada a gran escala que emprà un mètode de revelatge subtractiu, a diferència dels més antics "screenplate" com Autochrome i Dufaycolor, arribant a ser el més antic de la seva classe.
Durant els 74 anys de comercialització es van produir pel·lícules Kodachrome en diversos formats fins i tot per a càmeres de cinema, com a 8mm, Súper 8, 16mm i 35mm; i per a càmeres fotogràfiques de 35mm, 120, 110, 126, 127, 828 i gran format. Va ser utilitzat durant molts anys per a fotografia professional en color, especialment la destinada a les publicacions impreses. Requereix un procés de revelat molt complex que no està a l'abast de fotògrafs aficionats, sent necessari portar-la a un laboratori especialitzat. La pel·lícula era venuda amb el preu de revelat inclòs, excepte als Estats Units a partir de 1954, quan una sentència judicial ho va prohibir.
La pel·lícula Kodachrome és molt apreciada al món professional per la seva precisió amb els colors reals i la capacitat de ser emmagatzemat sense deterioració per molt temps. Per aquestes qualitats, aquesta marca de pel·lícula ha estat utilitzada per molts fotògrafs de renom com Steve McCurry i Alex Webb. McCurry va usar Kodachrome pel seu mundialment conegut retrat de Sharbat Gula, "la nena afganesa", en 1984 i publicada en la revista National Geographic. L'empresa Walton Sound and Film Services Ltd del Regne Unit també va utilitzar Kodachrome en 1953 per a la filmació oficial en 16mm de la Coronació de la Reina Isabel II. També es va usar en les posteriors còpies d'aquest esdeveniment venudes al públic.
L'arribada de la fotografia digital va reduir progressivament la demanda de pel·lícula al llarg primera dècada del segle xxi, disminuint també el volum de vendes de Kodachrome. El 22 de juny de 2009, l'empresa Eastman Kodak va anunciar la fi de la producció de pel·lícula Kodachrome, fent referència a la reducció de la demanda. Encara que existien diversos laboratoris independents que encara revelaven aquesta pel·lícula, només romania obert un certificat oficialment per a tothom, el Dwayne's Photo en Parsons, Kansas.